# Siedmiu wspaniałych (film 2016)
Siedmiu wspaniałych (The Magnificent Seven) – amerykański western z 2016 w reżyserii Antoine’a Fuqui, według scenariusza Nica Pizzolatto i Richarda Wenka. Remake amerykańskiego filmu z 1960 Johna Sturgesa o tym samym tytule, który z kolei powstał na podstawie japońskiego filmu Akiry Kurosawy z 1954 Siedmiu samurajów.
Film miał premierę we wrześniu 2016.

## Fabuła
Mieszkańcy wioski napadanej przez bandytów wynajmują siedmiu rewolwerowców do ochrony.

## Obsada

### Siedmiu wspaniałych
- Denzel Washington jako Sam Chisolm
- Chris Pratt jako Josh Farraday
- Ethan Hawke jako Goodnight Robicheaux
- Vincent D’Onofrio jako Jack Horne
- Lee Byung-hun jako Billy Rocks
- Manuel Garcia-Rulfo jako Vasquez
- Martin Sensmeier jako Red Harvest

### Inne postacie
- Peter Sarsgaard jako Bartholomew Bogue
- Haley Bennett jako Emma Cullen
- Matt Bomer jako Matthew Cullen
- Luke Grimes jako Teddy Q
- Jonathan Joss jako Denali
- Cam Gigandet jako McCann
- Sean Bridgers jako Fanning